# Bergholmen, Åland
Bergholmen är en holme i på Åland (Finland). Den ligger i Skärgårdshavet och i kommunen Hammarland i landskapet Åland, i den sydvästra delen av landet. Ön ligger omkring 20 kilometer norr om Mariehamn och omkring 290 kilometer väster om Helsingfors. Slåttholmen ligger precis intill och på andra sidan fjärden ligger Ivarskär och Björkö i Finströms kommun. I söder ligger Landvikskatan.
Öns area är 6,9 hektar och dess största längd är 450 meter i sydöst-nordvästlig riktning. Ön höjer sig omkring 5 meter över havsytan.och skogig. Stränderna i söder och väster är vassiga.